# 臺北市立南港高級工業職業學校

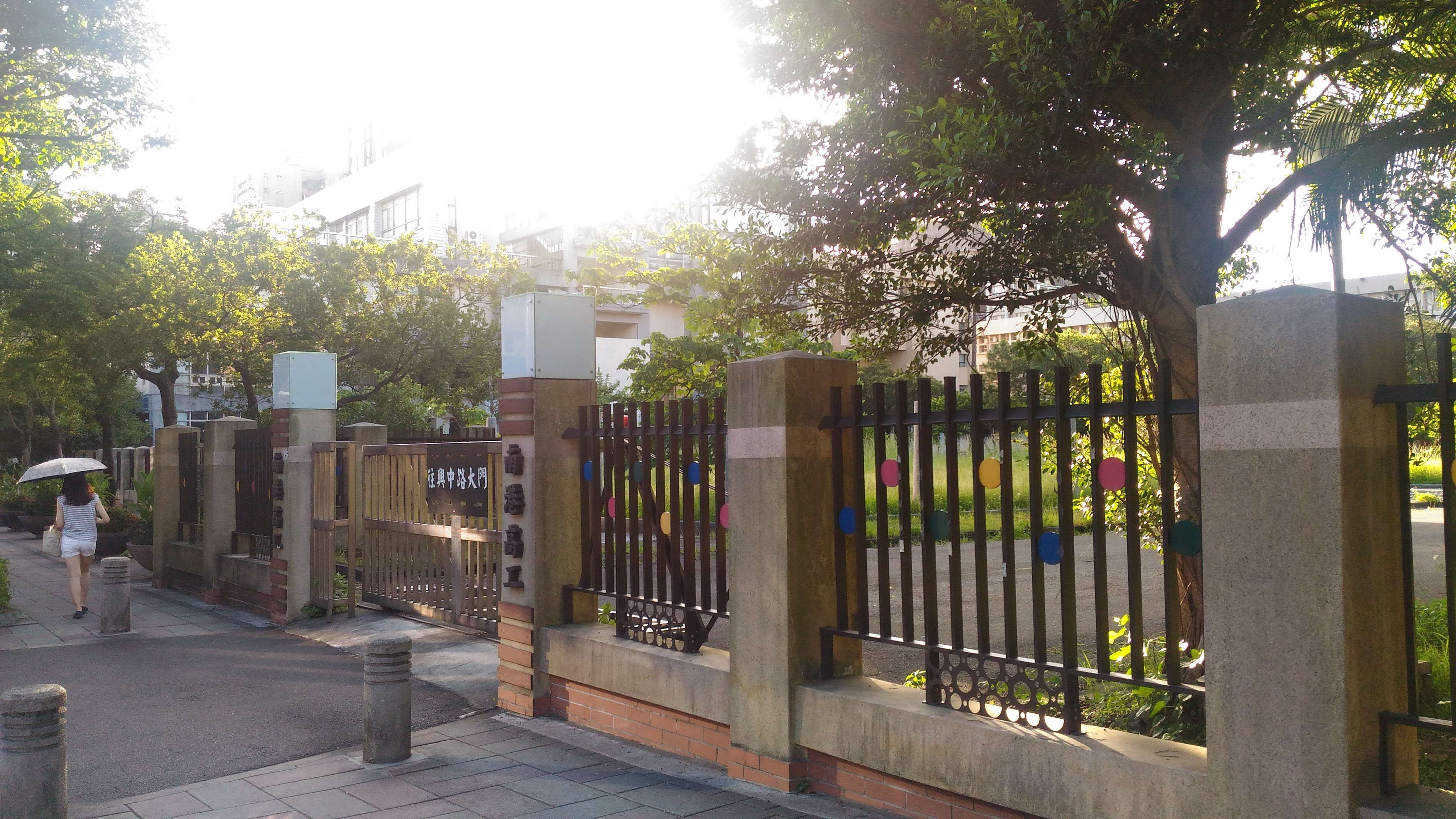
南港高工側門

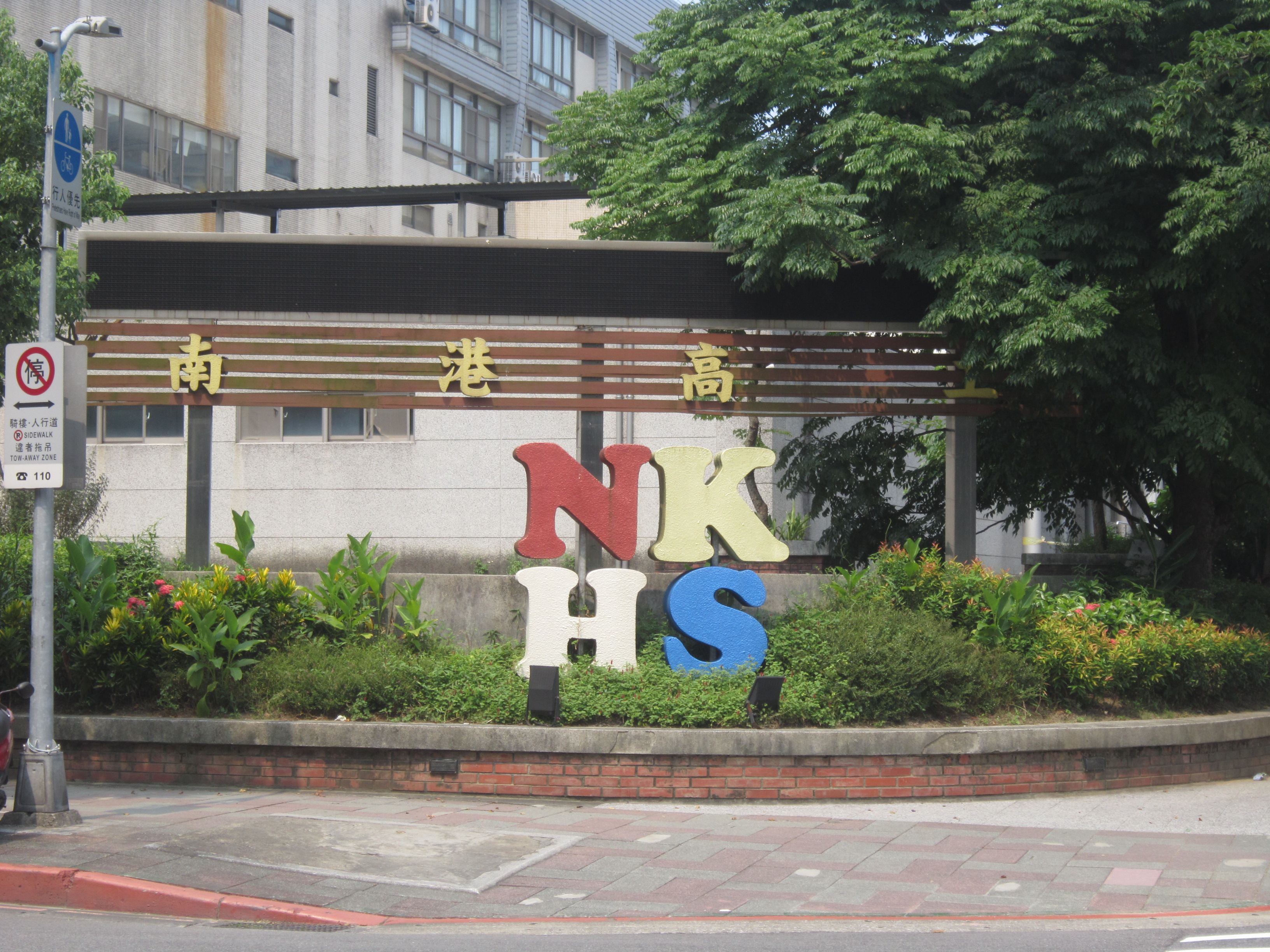
南港高工位於興中路與南港路口的學校英文簡稱意象設計

臺北市立南港高級工業職業學校（英語：Taipei Municipal Nangang Vocational High School），簡稱市立南港高工、南港高工、港工、南港工職(舊稱)。

## 地理
南港高工位於南港區南港路、興中路、重陽路與惠民街間，緊鄰南港軟體科學園區，校地廣達9餘公頃。

## 歷史
這片校地，原是東區體育場的預定地，
1970年，臺北市政府教育局為配合國家第三期經濟建設計畫，培養工業技術人才需要，將其變更為市立工專預定地，
1977年7月首任校長楊啟棟先生奉命籌備，
1978年完成「教室大樓」、「實習第一工場」，05月20日正式成立設校，同年7月參加臺北市高職聯招，招收「重機械修護科」、「模具科」、「鑄工科」、「 儀表修護科」、「配管科」、「建築科」等6科12班。
1979年7月增設「汽車科」、「電器冷凍科」、「電工科」、「機工科」等4科8班，
1980年7月增設夜間部7科，使得該校成為一所同時兼具日、夜間部的高級工業職業學校，
1986年7月原儀表修護科改為控制科，並正式招生
1988年7月原任楊校長出掌木柵高工校長，秦汝炎先生奉派接任第二任校長，秦校長接任期間奉時任臺北市市長吳伯雄之命興建的「學生宿舍」，使得該校成為臺北市唯一擁有能供學生住宿的高職學校。宿舍擁有500個床位4人一間，二間宿舍共用二套衛浴。
1993年7月秦校長任內退休，原教務主任吳文憲先生升任第三任校長，相繼奉時任市長陳水扁之命興建「400公尺國際標準運動場」、「新建重機實習工場」及時任市長馬英九支持下新建「圖書資訊大樓」。
1996年8月1日，臺北市政府教育局將此校東北角重機科實習工場及汽車科駕訓場約2.6萬平方公尺（2.6公頃）校地劃為市立南港高中籌備處（今育成高中）校地。
1998年8月，育成高中動工，南港高工校地由119,617平方公尺（約12公頃）縮減為今93,670平方公尺，學生每人使用面積由原約35平方公尺減為今約29平方公尺。該年工程機械修護科（今重機科）因無實習工場上課，故重機械操作課程取消並改由教室上課。
2001年2月1日吳校長任內退休，由教務主任陳清誥先生代理，代理期間積極與校內同仁互動溝通，尋求學校未來發展定位的共識，強化學生在生活紀律及環境上的要求，頗有成效，獲得得師生及家長的肯定，
2001年8月教務主任陳清誥先生於教育局首次辦理的高職校長遴選中脫穎而出，獲得委員們一致的肯定，正式升任該校第四任校長。
2004年起招收綜合高中「忠、孝、仁、愛」4班，提供更多元的學習試探及生涯之進路。
2005年8月陳清誥校長再次獲得教育局遴選連任為該校校長。
2007年8月1日陳清誥校長轉任大安高工校長，經教育局校長遴選委員會通過，由大安高工教務主任陳天寶先生，接任該校第五任校長。
2012年7月漆彈場重新整修。
2012年10月1日陳天寶校長因身體因素奉准退休，由教務主任陳錦逢代理校長。
2013年3月12日陳天寶校長因胰臟癌末期辭世。
2013年5月4日臺北市102學年度市立高級中等學校校長遴選委員會議決議，由江惠真女士接任此校第六任校長。
2015年建置棒球投打練習場
2016年籃／網球場重新整修
2017年建置重機挖掘練習場
2017年4月29日臺北市106學年度市立高級中等學校校長遴選委員會議決議，由劉美慧女士接任此校第七任校長。
2018年建置網球場
2018年10月圖資大樓戶外露臺展演區平台及南港路圍牆整修照明完工啟用
2019年2月市圖南港分館正式在圖資大樓營運啟用
2019年3月經校務會議多次研討後確定將於109學年度起停招綜合高中且輔導轉型，並將班級回歸各職科，預計於2022年9月起回復完畢
2019年10月新建校舍可行性評估及規劃（先期規劃報告）-新建綜合教室大樓

## 教學單位
- 職業類科-班級皆為忠、孝兩班（某些科因成立綜合高中故只有忠班）
  - 重機科（舊稱重機械修護科，曾改稱工程機械修護科，民國88年後改回）
  - 模具科
  - 鑄造科（舊稱鑄工科）
  - 電子科（舊稱儀表科、儀表修護科、控制科）
  - 土木科（原為配管科、營建配管科，民國88年廢科後成立）
  - 建築科
  - 汽車科
  - 冷凍空調科（舊稱電器冷凍科）
  - 電機科（舊稱電工科）
  - 機械科（舊稱機工科）
- 實用技能學程
  - 冷凍空調技術科（109學年度前為水電技術科）
  - 模具技術科（停招）
  - 汽車修護科
  - 機械加工科
- 綜合職能班（資源班）門市服務科
- 綜合高中-招收三班：忠、孝、仁（曾招收四班：忠、孝、仁、愛）
- 體育班（項目：棒球、網球）

### 校訓
敬·業·樂·群

## 競賽表現
全國高級中等學校106學年度工業類科技藝競賽，榮獲1金2銀4銅6優勝。

- 第一名：鑄造
- 第二名：模具、鉗工
- 第三名：測量、鑄造、工業配線
- 第四名：冷凍空調
- 第五名：冷凍空調

南港高工第43屆（2013年）全國技能競賽決賽獲獎人數為北市第一，榮獲一金三銀二銅五優勝。
第43屆全國技能競賽英雄榜
- 第一名：冷凍空調
- 第二名：冷凍空調、石膏技術與乾牆系統（粉刷）、鑄造
- 第三名：冷凍空調、鑄造
- 第四名：汽車技術、汽車噴漆、石膏技術與乾牆系統（粉刷）
- 第五名：冷凍空調、砌磚

第42屆（2013年）國際技能競賽冷凍空調第三名。
第42屆國際技能競賽成績揭曉-我國勇奪6金4銀8銅13優勝

## 學生社團
- 司儀
- 樂隊
- 儀隊
- 旗隊
- 班聯會
- 棒球社
- 籃球社
- 排球社
- 熱音社
- 熱舞社
- 日語社
- 串珠社
- 軍研社
- 交通服務社
- 氣球社
- 吉他社
- 漾青春社
- 韓語社
- 魔術社
- 滑板社
- 人狗互動社
- 木工小屋社
- 模型研究社
- 春暉社
- 黏土社
- 陶藝社
- 綜合格鬥社
- 桌球社
- 桌遊社
- 桌遊社C
- 撞球社
- 童軍社
- 動畫設計社

## 外部連結
- 臺北市立南港高工 （页面存档备份，存于）
- 臺北市南港高工青棒隊 （页面存档备份，存于）